# Obrer

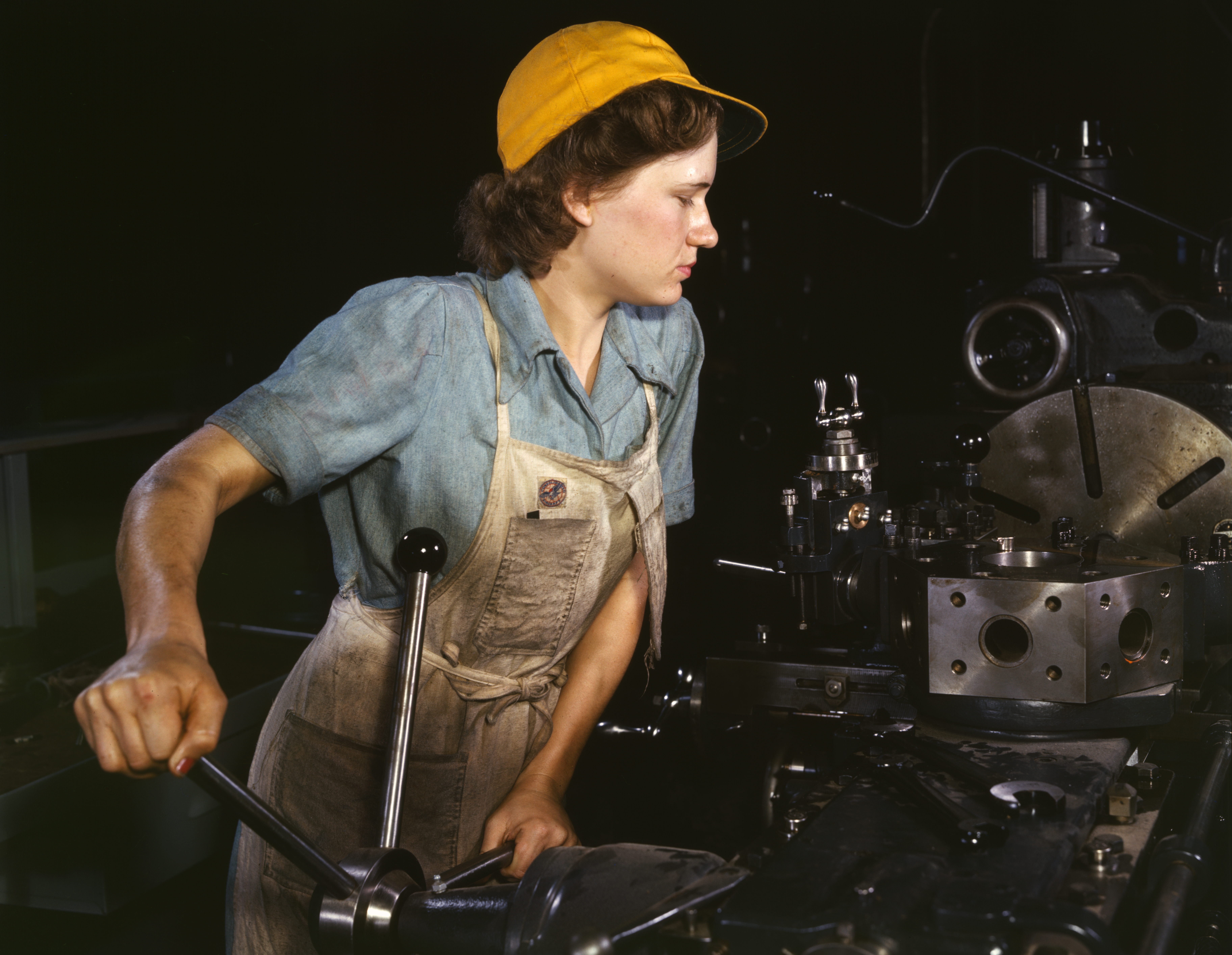
Un obrera americana en una fàbrica Consolidated Aircraft a Fort Worth (Texas) l'octubre del 1942.

Un obrer és aquella persona que contracta els seus serveis per a treballs industrials o agrícoles a canvi d'un salari. Per definició, aquest concepte fa referència a l'estat dels empleats i a l'exercici del treball manual (que exclou els treballadors d'oficina). El desenvolupament de la industrialització i la mecanització modificarà contínuament l'estat dels treballadors. Al llarg d'aquesta evolució, aquesta nova forma de treball anirà acompanyada de l'aparició d'un moviment obrer i de la consciència dels treballadors, pel seu ascens a través dels sindicats, per tal de reconèixer els seus drets. En l'àmbit social i polític, l'augment del nombre de treballadors planteja debats (la qüestió social), així com reflexions i posicions preses sobre l'existència i el destí d'una nova classe social i econòmica: la classe treballadora.

## La condició d'obrer

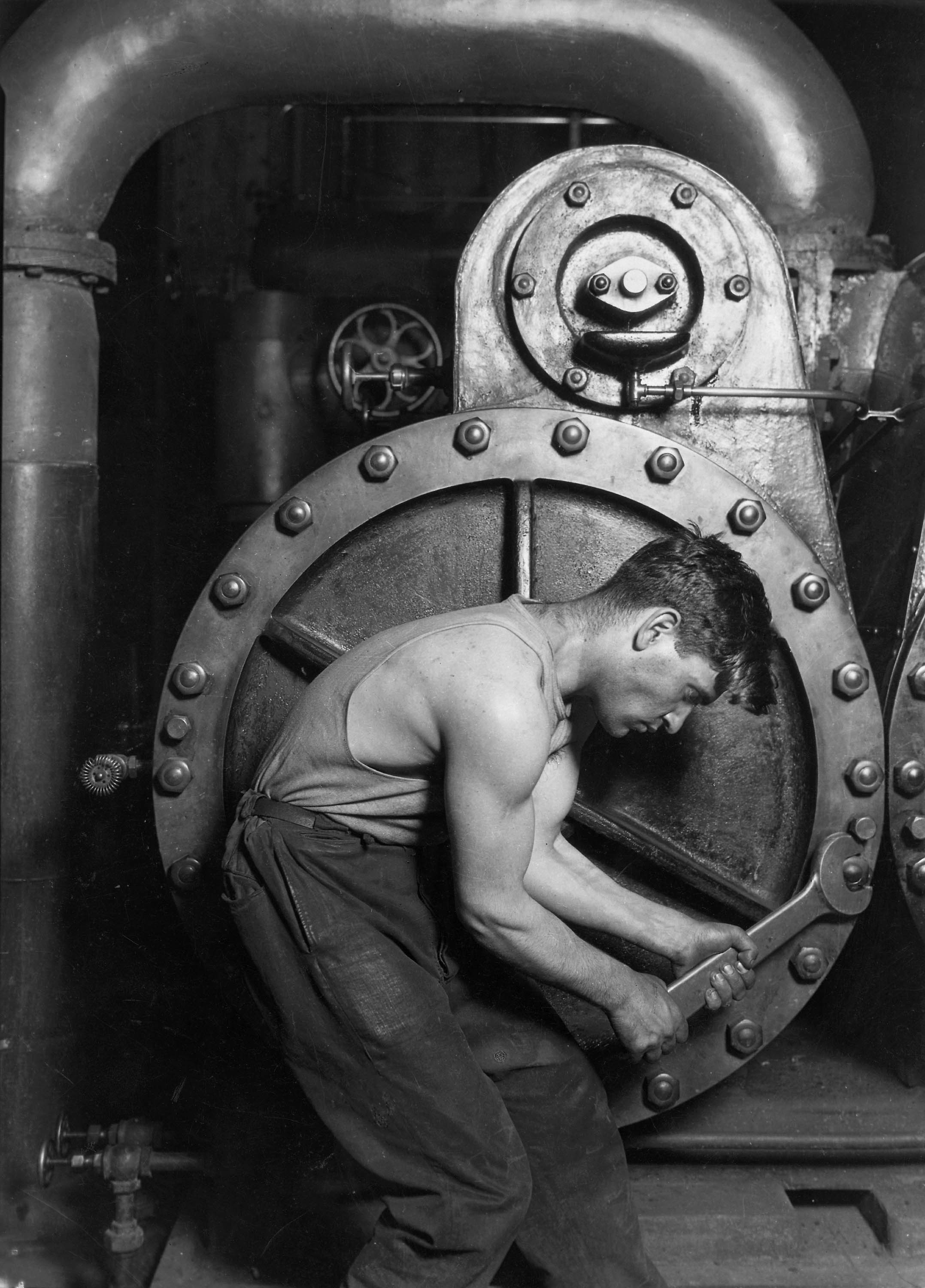
Un obrer treballant en una màquina de vapor (fotografia de Lewis Hine, 1920)

A partir de la dècada de 1830 investigacions i denúncies van començar a alertar del destí dels menors. El 1840 va tenir un fort impacte la publicació de l'obra de Louis René Villeture -Tableau physique et moral des ouvriers employés dans les manufactures de coton, de laine et de soie, "quadre físic i moral dels treballadors empleats a les fàbriques de cotó, llana i seda" -. La seva investigació descriu "la misèria del nen de 5 anys a 5 cèntims al dia durant quinze hores de feina". (...) Alimentats amb un tros de pa, afegint a l'esgotament del treball que de la llarga etapa al matí i al vespre, vivien a penes de son, menjar, roba. Famolencs, esgarrifats, esgotats, apallissats (...) moririen ràpidament. Els països tèxtils es van queixar d'haver-los esgotat."
Segons aquest la futura llei (adoptada el març de 1841) “hauria de conciliar els interessos contraris, el dels fabricants, el dels treballadors i no concedir-ne massa a un per por de fer mal a l'altre. És obligatori que els nens assisteixin a l'escola que puguem resoldre el més difícil problema de limitar la seva feina a fàbriques fins a una certa edat. Les autoritats no s'oposen al principi mateix del treball infantil. Es tracta de regular-ho: fixar als vuit anys l'edat de la contractació, limitar a vuit hores diàries la feina dels nens de vuit a dotze anys i a dotze hores per als de dotze a setze anys., fer una educació obligatòria fins als dotze anys, per preservar millor el creixement i la salut dels més menuts per preservar la reproducció d'una força de treball. Tanmateix, la llei no s'aplicarà. Els inspectors de fabricació, caps establerts, només podien actuar mitjançant l'atracció de enemistats perjudicials per a la seva facturació.
Almenys fins a la dècada de 1930 les cases dels treballadors estaven sotmeses a greus deficiències nutritives, sobretot pel que fa a llet, fruites i verdures fresques.

### Demografia
Als anys cinquanta a França els treballadors ocupaven el 40% dels llocs de treball. El nombre de treballadors va assolir el seu nivell màxim al voltant de 1970. Segons els darrers censos, la plantilla representa:
- el 1999: 7,05 milions de persones sobre 26,4 milions de treballadors (26,7%)
- el 2007: 6,7 milions de persones sobre 29 milions de treballadors (23,1%).[3]

El 2016 l'esperança de vida d'un treballador a França és 6,4 anys inferior a la d'un directiu.

## Sociologia

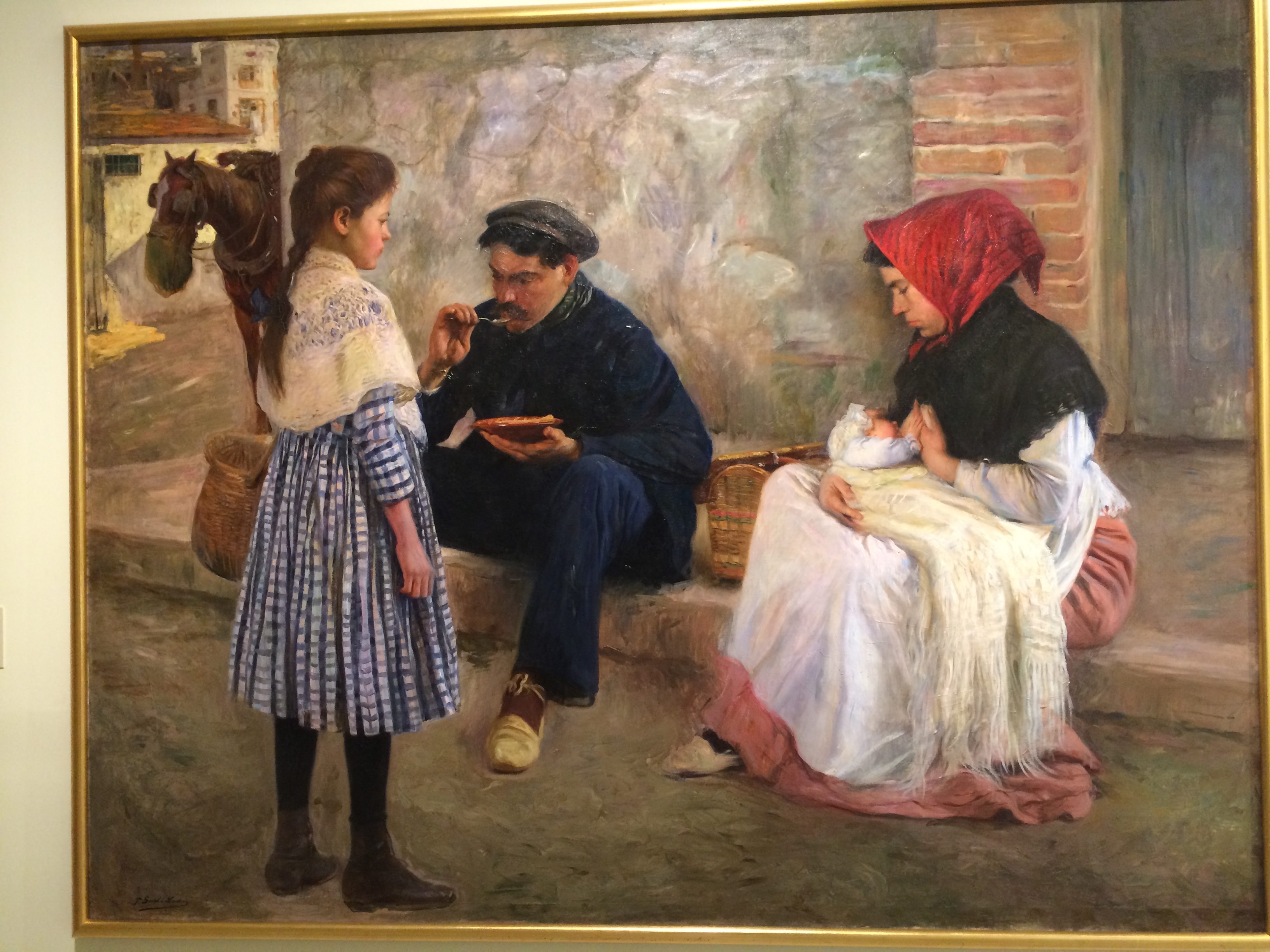
El dinar de l'obrer, oli sobre tela de Francesc Sardà i Làdico (1911)

La posició social de l'obrer abasta múltiples funcions, generalment manuals, però no pot ser definida per un comerç, ni tan sols per un tipus de comerç. Reuneix tots els treballs que necessiten un esforç manual per realitzar-lo. El treballador industrial o agrícola, que representava una part significativa de la població dels països desenvolupats des de finals del segle xix fins a finals del segle xx, i més generalment la cultura dels treballadors (de vegades més o menys assimilada a la cultura popular, que també inclou la cultura camperola, la dels mariners, etc.) ha donat lloc a innombrables escrits literaris, filosòfics, sociopolítics, culturals i científics. i nombroses representacions artístiques.
L'esport va ser un vector d'emancipació per als treballadors, sobretot al segle xx, i més precisament el 1936 gràcies al Front Popular (França) Sota el lideratge del Sotssecretari d'Estat d'Esports, Léo Lagrange, l'esport va esdevenir més democràtic. "El treballador, el camperol i el desocupat troben en el lleure l'alegria de viure i el sentit de la seva dignitat" Aleshores es duu a terme una veritable política pública d'esport a favor dels més desfavorits. Sobretot jugar a esports significa guanyar dignitat, com insisteix Léo Lagrange. De fet, practicar esports significa donar-vos un estil de vida saludable, hàbits, maneres de pensar i un llenguatge comú. També significa obrir-se a d'altres i compartir activitats de lleure comunes. Per exemple, el futbol, més enllà de les pedres precioses i la brillantor, ha contribuït a crear la solidaritat dels treballadors.
Segons el periodista Daniel Paris-Clavel, la democratització de l'accés a l'esport a França "va ser el resultat d'una lluita de classes real. A la matinada del segle xx, no només els treballadors treballaven de dotze a setze hores diàries, sis dies a la setmana, per salaris miserables, sinó que estava clarament prohibida la pràctica de l'esport. D'altra banda la poderosa Union des sociétés françaises de sports athlétiques (USFSA), nascuda a finals dels anys 1880 i matriu de les futures federacions franceses, exigeix als seus estatuts que el membre "no exerceixi cap professió laboral". L'accés a les competicions pel recinte és la preservació de la burgesia: cap lloc per als captaires de l'estadi.".»
Nogensmenys segons l'historiador Chris Harman “diversos factors poden arribar a trencar la unitat de la classe treballadora: l'atur, que fa que cada individu busqui desesperadament qualsevol mitjà de guanyar-se la vida, inclosos enganyar els altres, o les derrotes de les seves organitzacions, que trenquen la sensació de solidaritat i els porten a pensar que no hi ha cap lluita; tan unitari com sigui, no pot conduir a millorar les coses ”.